# União Internacional de Advogados
A União Internacional de Advogados é uma organização internacional não governamental, criada em 1927, que reúne mais de 2 milhões profissionais do direito de todo o mundo.
O atual presidente da entidade é Hervé Chemouli.
O atual presidente do Comitê Brasileiro é Ettore Botteselli.

## História

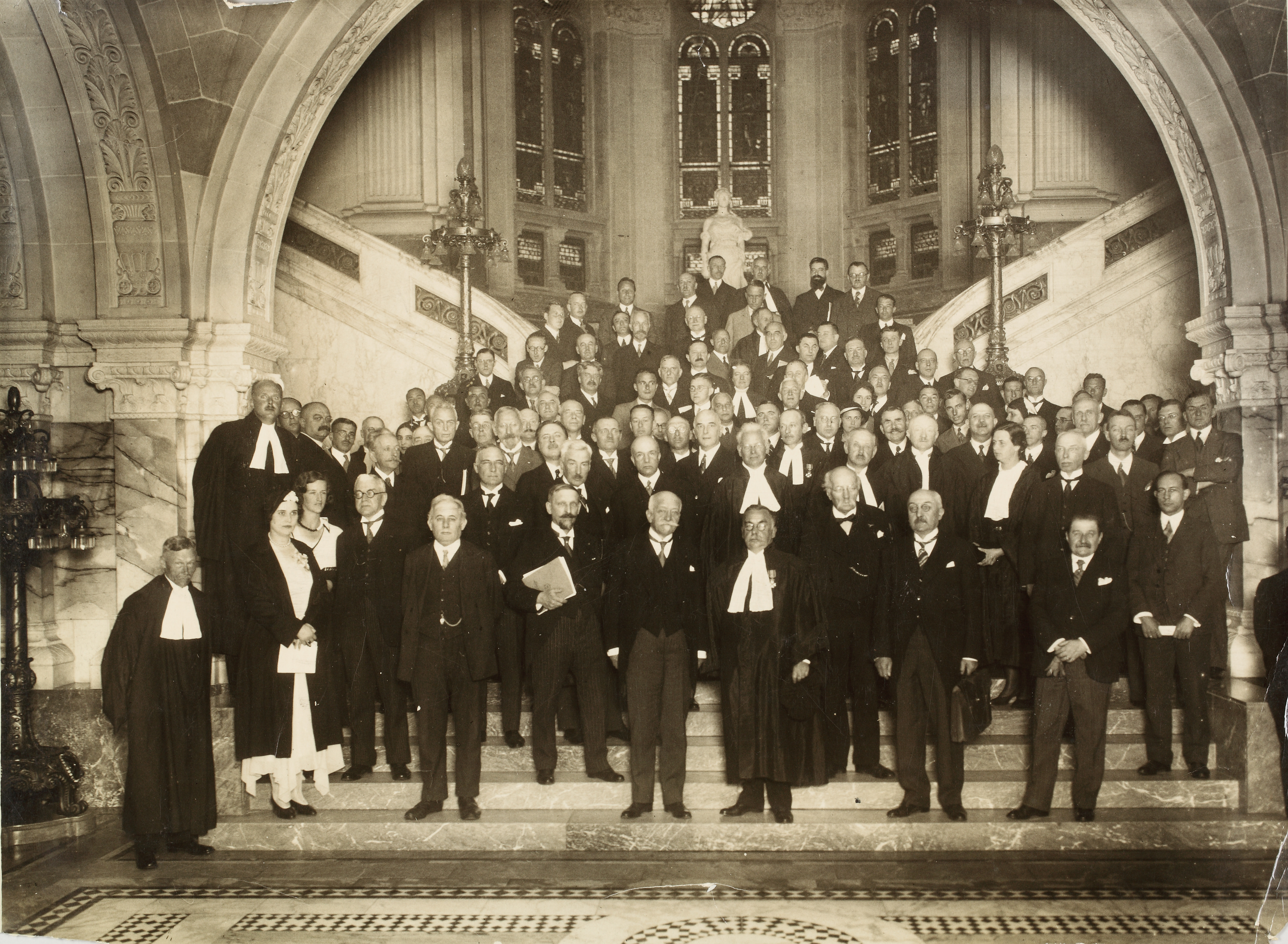
Congresso de 1931 em Luxemburgo.

No final do século XIX, a maioria dos advogados europeus trabalhava em associações de advogados autônomos e independentes, cada uma com seus próprios costumes.
No entanto, após a Primeira Guerra Mundial, os advogados europeus perceberam gradualmente a importância de ajudar certas associações de advogados a modernizar e construir contatos internacionais.
Em julho de 1925, advogados da Bélgica, França e Luxemburgo iniciaram o projeto "Union Internationale des Avocats", que se concretizou após dois anos de colaboração, com a criação da entidade, em 8 de julho de 1927 em Charleroi, na Bélgica 
O presidente da Ordem dos Advogados de Paris, Georges Guillaumin, foi nomeado primeiro presidente da Associação.
Uma vez que a UIA foi formada, várias associações de advogados procuraram sua adesão.  Depois de se juntar à Associação, cada nova barra contribuiu com esforços únicos para os duplos objetivos da UIA: adaptar as barras mais antigas ao novo clima econômico e internacional e trabalhar com a então Liga das Nações para o estabelecimento de uma paz duradoura.

## Objetivos
Institucionalmente a entidade defende a profissão de advogado e incentiva a criação de redes, a cooperação e a compreensão internacionais entre os advogados, tendo em conta a diversidade cultural e profissional deles. Entre seus objetivos subjazem as atividades da:
- Promover os princípios essenciais da profissão jurídica e do desenvolvimento do campo jurídico em todas as áreas jurídicas de especialização a nível internacional.
- Contribuir para o enriquecimento profissional de seus membros através de intercâmbios informativos habilitados pelas comissões e grupos de trabalho da UIA.

## Ligações exernas
- Pagina no facebook